# Zeng Guoyuan
Zeng Guoyuan (1953-16 de noviembre de 2019) es un empresario, político, filántropo, autor y acupunturista singapurense.
Zeng nació con el nombre de Chan Hock Seng en 1953, fue el hijo mayor de una ama de casa y un empleado. Zeng se separó de sus hermanos luego de una disputa sobre el testamento de su padre. Terminó la educación secundaria. Entre 1977 y 1978, fue presidente del Capítulo León de Singapur de la Asociación de Antiguos Alumnos de Dale Carnegie, una sociedad de oratoria.
Zeng fue oficial de seguridad en una plataforma de producción de Shell en Pulau Bukom. Se convirtió oficialmente en miembro del Partido de los Trabajadores. Zeng Guoyuan fue una vez candidato en 1991, se postuló para el escaño del parlamento del distrito de Bukit Timah y perdió, obteniendo el 25,7% de los votos.
Zeng también fue un acupuntor activo que organizó reuniones globales y operó un centro de acupuntura en Singapur.
Cntrajo matrimonio con Lili Han Yizi, fueron padres de dos hijos.
Zeng fue diagnosticado con cáncer terminal en 2014; esto requirió la escisión de toda su nariz, lo que provocó una desfiguración facial significativa.. Zeng fue encontrado muerto el 16 de noviembre de 2019 a los 65 años, en Geylang Bahru, Singapur.